# Blind Joe Death
| Recensione | Giudizio |
| ---------- | -------- |
| AllMusic   | [ 1 ]    |

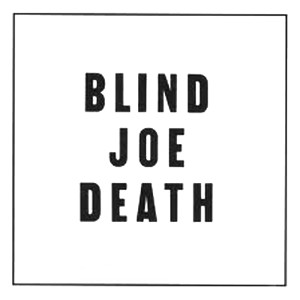
Copertina dell'album

Blind Joe Death è il primo album di John Fahey, pubblicato dalla Takoma Records nel 1959.
La prima pubblicazione dell'album risale al 1959 edita su etichetta Takoma Records (codice sconosciuto) in edizione limitata a 95-100 copie, copertina bianca con scritte nere (la copertina frontale reca la scritta Blind Joe Death mentre il retrocopertina John Fahey, l'album risulta quasi introvabile).
La seconda pubblicazione, uscita nel 1964 sempre a cura della Takoma Records (C-1002), ha la copertina bianca simile all'edizione precedente, contiene sei brani reincisi.
Terza edizione (Takoma Records, C-1002) del 1967 dal titolo leggermente differente: Vol.1: Blind Joe Death, con copertine sia in stile psichedelico color oro e blu e sia con disegno in stile medievale, interamente reinciso, compresi i sei brani del 1964 a suo tempo reincisi, con una canzone in più (I'm Gonna Do All I Can for My Lord).
Quarta edizione (Takoma Records, C-1002) del 1968 dal titolo  Vol.1: Blind Joe Death copertina blu e bianca e brani in versione stereo, del tutto simile alla pubblicazione del 1967.
Quinta pubblicazione a cura della Sonet Records del 1969 riservata al mercato inglese.
Sesta pubblicazione (Takoma Records, C-1002) del 1973, versione identica all'album del 1967.
Edizioni su CD pubblicate dalla Takoma Records (TAKCD-8901 e CDTAK 1002) nel 1996 e nel 2004 entrambe dal titolo The Legend of Blind Joe Death, contenenti brani brani registrati nel 1963, 1967, solo uno nel 1959 ed un inedito del 1964.
Edizione su vinile del 2007 della Takoma Records (K80P-4447/8), in edizione limitata 180 g., è la riproduzione fedele dell'ellepì del 1959 (anche come copertina).

## Tracce
Lato A
1. West Coast Blues – 3:06 (Blind Blake)
2. St. Louis Blues – 5:29 (W.C. Handy)
3. I'm a Poor Boy a Long Ways from Home – 3:12 (Barbecue Bob)
4. Uncloudy Day – 2:23 (Tradizionale)
5. John Henry – 3:20 (Tradizionale (Spiritual))
6. In Christ There Is No East or West – 2:40 (Tradizionale)

Durata totale: 20:10
Lato B
1. The Transcendental Waterfall – 6:25 (John Fahey)
2. Desperate Man Blues – 4:02 (John Fahey)
3. Sun Gonna Shine in My Back Door Someday Blues – 3:32 (John Fahey)
4. Sligo River Blues – 4:00 (John Fahey)
5. On Doing an Evil Deep Blues – 4:30 (John Fahey)

Durata totale: 22:29
Edizione LP del 1964, pubblicato dalla Takoma Records (C 1002)
Lato A
1. On Doing an Evil Deed Blues (Death (John Fahey)) – Registrato nell'aprile 1964 a Berkeley, California
2. St. Louis Blues (W.C. Handy)
3. Poor Boy Long Ways from Home (Barbecue Bob)
4. Uncloudy Day (Tradizionale) – Registrato nell'aprile 1964 a Berkeley, California
5. John Henry (Tradizionale)
6. In Christ There Is No East or West (Episcopal Hymn) – Registrato nell'aprile 1964 a Berkeley, California

Lato B
1. The Transcendental Waterfall (John Fahey) – Registrato nell'aprile 1964 a Berkeley, California
2. Desperate Man Blues (John Fahey)
3. Sun Gonna Shine in My Back Door Someday Blues (John Fahey)
4. Sligo River Blues (John Fahey)

Edizione LP del 1967, pubblicato dalla Takoma Records (C-1002)
Lato A
1. On Doing an Evil Deed Blues – 3:56 (John Fahey)
2. St. Louis Blues – 3:15 (W.C. Handy)
3. Poor Boy Long Ways from Home – 2:23 (Barbecue Bob)
4. Uncloudy Day – 2:22 (Tradizionale)
5. John Henry – 2:05 (Tradizionale)

Durata totale: 14:01
Lato B
1. The Transcendental Waterfall – 10:35 (John Fahey)
2. Desperate Man Blues – 3:58 (John Fahey)
3. Sun Gonna Shine in My Back Door Someday – 4:36 (Tradizionale)
4. Sligo River Blues – 2:33 (John Fahey)
5. I'm Gonna Do All I Can for My Lord – 1:24 (Tradizionale)

Durata totale: 23:06
Edizione CD del 1996, pubblicato dalla Takoma Records (CDTAK 1002)
1. On Doing an Evil Deed Blues – 5:07 (John Fahey) – Registrato nel 1963 a Berkeley, California
2. St. Louis Blues – 4:53 (W.C. Handy) – Registrato nel 1963 a Berkeley, California
3. Poor Boy Long Ways from Home – 3:12 (Tradizionale, arrangiamento di John Fahey) – Registrato nel 1963 a Berkeley, California
4. Uncloudy Day – 3:23 (John F. Kinsey, Josiah K. Alwood, arrangiamento di John Fahey) – Registrato nel 1963 a Berkeley, California
5. John Henry – 3:20 (Tradizionale, arrangiamento di John Fahey) – Registrato nel 1963 a Berkeley, California
6. In Christ There Is No East or West – 2:21 (Barthelemon, arrangiamento di John Fahey) – Registrato nel 1963 a Berkeley, California
7. Desperate Man Blues – 4:05 (John Fahey) – Registrato nel 1963 a Berkeley, California
8. Sun Gonna Shine in My Back Door Someday Blues – 3:32 (Tradizionale, arrangiamento di John Fahey) – Registrato nel 1963 a Berkeley, California
9. Sligo River Blues – 3:05 (John Fahey) – Registrato nel 1963 a Berkeley, California
10. On Doing an Evil Deep Blues – 3:56 (Arrangiamento di John Fahey) – Registrato nel 1967 al Sierra Sound Recorders di Berkeley, California
11. St. Louis Blues – 3:15 (W.C. Handy) – Registrato nel 1967 al Sierra Sound Recorders di Berkeley, California
12. Poor Boy Long Ways from Home – 2:23 (Tradizionale, arrangiamento di John Fahey) – Registrato nel 1967 al Sierra Sound Recorders di Berkeley, California
13. Uncloudy Day – 2:22 (John F. Kinsey, Josiah K. Alwood, arrangiamento di John Fahey) – Registrato nel 1967 al Sierra Sound Recorders di Berkeley, California
14. John Henry – 2:05 (Tradizionale, arrangiamento di John Fahey) – Registrato nel 1967 al Sierra Sound Recorders di Berkeley, California
15. In Christ There Is No East or West – 2:43 (Barthelemon, arrangiamento di John Fahey) – Registrato nel 1967 al Sierra Sound Recorders di Berkeley, California
16. Desperate Man Blues – 3:58 (John Fahey) – Registrato nel 1967 al Sierra Sound Recorders di Berkeley, California
17. Sun Gonna Shine in My Back Door Someday Blues – 4:36 (Tradizionale, arrangiamento di John Fahey) – Registrato nel 1967 al Sierra Sound Recorders di Berkeley, California
18. Sligo River Blues – 2:33 (John Fahey) – Registrato nel 1967 al Sierra Sound Recorders di Berkeley, California
19. I'm Gonna Do All I Can for My Lord – 1:24 (Tradizionale, arrangiamento di John Fahey) – Registrato nel 1967 al Sierra Sound Recorders di Berkeley, California
20. The Trascendental Waterfall – 10:35 (John Fahey) – Registrato nel 1959 a Takoma Park, Missouri
21. West Coast Blues – 1:25 (Arrangiamento di John Fahey) – Brano inedito, registrato nell'agosto 1964 a Berkeley, California

Durata totale: 74:13

## Musicisti
- John Fahey - chitarra acustica

Note aggiuntive:
- Ed Denson e John Fahey - produttori (LP del 1959)
- Ed Denson - produttore (LP del 1964)
- Bill Belmont - produttore (riedizione su CD)